# Xucutaco
Xucutaco (nahuatl), Hueytapalan ou Hueitapalan (maya), Ciudad blanca (espagnol), la Cité blanche, ou encore la cité perdue du dieu singe est une ville précolombienne mythique située dans la région de la Mosquitia à l'est de l'actuel Honduras. Au début du XXe siècle, plusieurs expéditions lancées pour la localiser échouent, ce qui renforce encore plus le caractère mythique de la cité.
C'est l'utilisation des techniques de télédétection, à la fin du XXe siècle qui permet peu à peu d'identifier certaines zones de prospection. Deux expéditions sur place, menées en 2015 et 2016, confirmeront l'existence de sites archéologiques appartenant à une culture amérindienne précolombienne inconnue, différente de celle des Mayas.

## Origine du mythe
Au Honduras, la cité perdue est connue par ses habitants, mais surtout sous forme de récits sur leurs ancêtres. La plupart de ces histoires parlent de malédictions à quiconque s'aventurera dans cette cité abandonnée par les dieux, ces histoires racontent que durant la période de conquêtes espagnole, cette cité aurait subi de graves catastrophes les unes après les autres et que ses habitants ont été obligés de fuir la cité pour survivre et éviter la colère des dieux qui promettaient une mort certaine à ceux qui y retourneraient.
Il est probable que la cité ait été victime d'infections microbiennes amenées par les Conquistadors contre lesquelles les populations indigènes n’étaient pas immunisées telles que la variole, la tuberculose, la peste, la rougeole que les Amérindiens auraient assimilées à un châtiment divin.

## Récits espagnols
Cette cité est évoquée pour la première fois par le conquistador Hernán Cortés dans la cinquième lettre de sa correspondance à Charles Quint datée de 1526 :

« J'ai en effet des renseignements sur de grandes et riches contrées, gouvernées par de puissants seigneurs, avec grand état de cour et notamment le royaume de Eneitalapan, en autre langue, Xucutaco, dont on m'a parlé depuis six ans (...). D'après ce que l'on en dit, et quand on en retrancherait la moitié, ce royaume dépasserait celui de Mexico en richesse et l'égalerait pour la grandeur de ses villes, la multitude de ses habitants et l'ordre qui la gouverne. »

Cortés y précise également qu'il aurait entendu parler de Xucutaco dès les premiers temps de son arrivée dans l'empire Aztèque, en 1519. En 1544, Cristóbal de Pedraza (en), évêque du Honduras, part à la recherche de la fameuse cité. Dans une lettre adressée à Charles Quint, il décrit son voyage à travers la jungle de la Côte des Mosquitos. Il y dit notamment avoir vu, depuis le sommet d'une montagne, une grande ville située dans une vallée et que selon ses guides, les nobles de cette cité mangeraient dans des assiettes en or.
La ville, située dans la jungle, aurait été abandonnée par ses habitants au milieu du XVIIe siècle et les Espagnols partis à sa recherche n'en trouvèrent jamais la trace. Par la suite, la légende ne cesse de se développer, en y mêlant des mythologies locales. Ainsi, Xucutaco sera parfois créditée de lieu de naissance du dieu aztèque Quetzalcóatl. Toutes les légendes relatent la présence d'idoles en or et de pierres blanches sculptées, donnant son surnom à la cité, ainsi naît le mythe de la cité blanche (Ciudad Blanca).

## Mythe et explorateurs modernes

### De la Ciudad Blanca...
En 1839, l'explorateur John Lloyd Stephens découvre la cité maya de Copán et entreprend, dans les années suivantes, l'exploration et l'inventaire des anciennes cités mayas depuis le Mexique jusqu'au Honduras. Il publie le récit de ses explorations archéologiques dans un ouvrage intitulé Incidents of Travel in Central America, Chiapas, and Yucatan, illustré des nombreuses gravures réalisées par le dessinateur Frederick Catherwood qui l'accompagnait. L'ouvrage connaît un immense succès populaire tout au long du XIXe siècle aux États-Unis et contribue à l'engouement des Américains pour les anciennes civilisations mésoaméricaines. Bien que Stephens et Catherwood ne s'aventurèrent jamais dans la Mosquitia, les divers récits concernant une mystérieuse cité perdue dans la région  bénéficient d'un vif intérêt et au début du XXe siècle, ils ont fusionné en une unique légende, celle d'une cité immense, interdite et fabuleusement riche, la légende de Ciudad Blanca.
Dans les années 1920, l’ethnologue luxembourgeois Eduard Conzemius est le premier explorateur européen à s'aventurer dans la Mosquitia. Durant son séjour sur le Río Plátano, il entend parler par ses guides de la Ciudad Blanca mais aucun n'accepte de l'y accompagner.
En 1933, la Smithsonian Institution envoie l'archéologue William Duncan Strong (en) en exploration dans la Mosquitia pour déterminer si la civilisation maya a pu s'y développer. Durant cinq mois, Strong sillonne la forêt via son réseau fluvial et découvre plusieurs cités (Wankibila, Dos Quabrada) qui ne peuvent être attribuées aux Mayas : ceux-ci construisaient des bâtiments en pierre alors que Strong découvre de grands monticules en terre. Il identifie ainsi une ou plusieurs cultures amérindiennes précolombiennes qui auraient habité la Mosquitia et ne faisaient pas partie de l'empire maya.

### ... à la cité perdue du dieu singe
L'américain George Gustav Heye (en), homme d'affaires et collectionneur d'objets amérindiens, finance dès 1930 plusieurs expéditions vers la Mosquitia. Les deux premières expéditions sont confiées à un aventurier britannique, Frederick Mitchell-Hedges. Dès la première expédition, celui-ci rapporte un matériel archéologique composé de plus d'un millier d'objets et affirme que les populations locales lui ont parlé d'une cité abandonnée où s'élèverait une gigantesque statue de singe qu'ils appelleraient la Cité perdue du dieu singe. En réalité, Mitchell-Hedges est un escroc, qui a tout inventé et les prétendus artefacts archéologiques sont des faux achetés à d'habiles artisans. En 1934 et 1935, la troisième et la quatrième expédition financées par Heye sont menées en collaboration avec le musée national du Honduras et sont confiées à un aventurier canadien, R. Stuart Murray, qui sans découvrir la cité, rapporte des objets qu'il présente comme des indices de son existence : une pierre couverte de caractères "hiéroglyphiques" et une statuette de singe se couvrant le visage des mains.

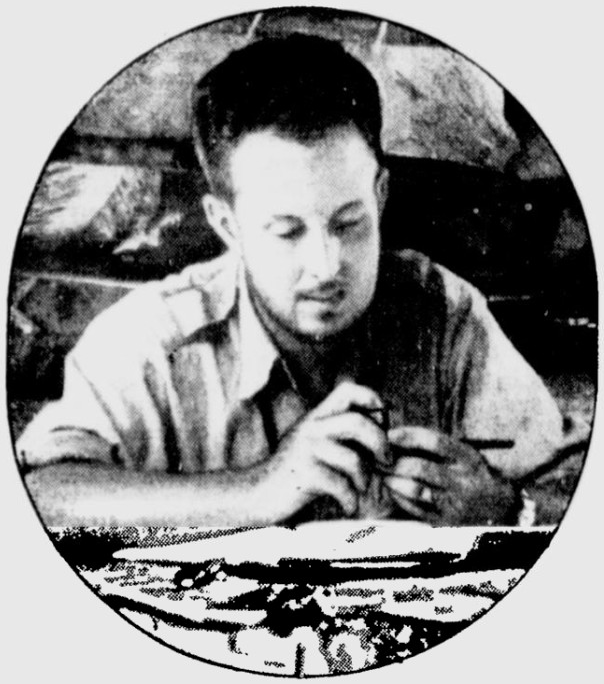
Portrait de Théodore Morde

La cinquième expédition est confiée à l'américain Theodore Morde (en), que Stuart Murray avait présenté à Heye. Morde emmène avec lui son ami, le géologue Laurence C. Brown. Après quatre mois d'expédition, Morde annonce en juillet 1940 avoir découvert la cité, dont il rapporte des milliers d'artefacts, mais il refuse d'en révéler la position exacte. Morde meurt en 1954 et laisse comme seul indice une canne où sont gravées ce qui semble être des coordonnées géographiques. Ayant bénéficié d'une forte couverture médiatique, la découverte de Morde suscite alors des spéculations multiples sur l'emplacement de la cité et de nombreuses tentatives individuelles d'expéditions sur place qui seront toutes vouées à l'échec. L'étude tardive des carnets de Morde et Murray, conservés dans les archives familiales respectives et donc inaccessibles aux chercheurs, révèle que Morde et Murray n'ont jamais eu l'intention de chercher la cité perdue mais uniquement des filons aurifères, leur équipement était d'ailleurs constitué principalement de matériel d'orpaillage. Durant leur séjour, ils prospectèrent la région dans ce seul but et rouvrirent une ancienne exploitation abandonnée qu'ils durent abandonner durant la saison des pluies. C'est probablement les rumeurs d'une entrée en guerre des États-Unis qui les poussèrent à rentrer au pays et pour masquer leur activité réelle, ils achetèrent sur place des artefacts d'origines diverses et rédigèrent un faux rapport destiné à Heye. Morde écrivit d'ailleurs dans son journal privé qu'il ne croyait pas à l'existence d'une civilisation dans la région et qu'aucune découverte archéologique importante n'y était possible.

## Utilisation de la télédétection
En 1994, le cinéaste Steve Elkins (en) qui s’intéresse à la cité mythique, entreprend une expédition dans la Mosquitia et découvre au bord d'une rivière un rocher gravé représentant un homme plantant des graines. Il en revient convaincu qu'une culture inconnue s'est développée anciennement dans la région désormais inhabitée. Une vingtaine d'années plus tard, ayant entendu parler d'une nouvelle technologie spatiale de prospection qui a permis de découvrir la cité perdue d'Ubar, il contacte ses inventeurs, qui travaillent au Jet Propulsion Laboratory et parvient à les convaincre d'utiliser la même technique pour localiser la cité perdue de Ciudad Blanca. L'équipe identifie sur des images satellites, dans une vallée inexplorée, une zone qui semble contenir des formes rectilignes et curvilignes non naturelles. Cette première zone est baptisée « Target One » (en abrégé T1). Elkins prépare alors une expédition pour aller explorer la zone mais le chaos dans lequel le Honduras est alors plongé à la suite du passage de l'ouragan Mitch y met un terme.
En 2010, l'utilisation de la technologie LiDAR par l'équipe du NCALM de l'université de Houston sur le site maya déjà connu de Caracol permet d'en réaliser une cartographie très précise alors même que le site est couvert d'une végétation luxuriante. Elkins, qui entre-temps a obtenu une autorisation d'exploration du gouvernement hondurien, contacte le NCALM et les convainc d'utiliser le LiDAR sur la zone T1 et trois autres zones (baptisées T2, T3 et T4) demeurées inexplorées qui selon la rumeur pourraient correspondre au site de la cité blanche. En mai 2012, la cartographie par LiDAR des zones T1 à T3 (T4 été abandonnée entre-temps) révèle la présence sur T1 et T3 de structures rectangulaires et de carrés couvrant plusieurs centaines d'hectares. T1 pourrait comprendre dix-neuf agglomérations reliées entre-elles et T3 serait d'une superficie comparable à la cité maya de Copán. Quant à la zone T2, elle comporte des structures moins régulières mais présentant un caractère anthropique indéniable.

## Expéditions de 2015 et 2016
Début 2015, une première expédition menée sur place permet une exploration rapide du site T1 et la reconnaissance d'une structure qualifiée de pyramide, d'une enceinte fortifiée et d'un système d'irrigation élaboré. Un autel est découvert au pied de la pyramide. Il renferme une dizaine de sculptures (dont un jaguar rugissant), des poteries et un ensemble d'objets manufacturés.
Dès l'annonce de la découverte archéologique faite le 2 mars 2015 sur le site internet du National Geographic, plusieurs journaux au Honduras et en Amérique centrale rapportent que Ciudad blanca a été découverte, ce qui donne lieu très rapidement à une controverse, certains spécialistes reprochant à l'expédition d'exagérer l'importance du site découvert, d'avoir ignoré les précédentes découvertes réalisées dans la Mosquitia et d'avoir une approche ethnocentriste irrespectueuse des peuples indigènes.
L'expédition de 2016 permet de réaliser une reconnaissance du site T3, qui révèle l'existence de multiples esplanades entourées de talus, et une fouille complète de l'autel de la pyramide du site T1 où plus de 200 artefacts en pierre et céramique, pour la plupart brisés, seront mis au jour. Les objets le plus fréquemment découverts sont des metates, souvent décorés de têtes et de queues d'animaux (vautours, serpents, jaguars, singes), dans un style iconographique daté de 1000 à environ 1500 après J.-C. L'ensemble paraît correspondre à une offrande réalisée en une seule fois dont les objets auraient été délibérément brisés.

## État des connaissances
L'environnement climatique et naturel très difficile de la région n'a pas permis depuis ces deux expéditions d'entreprendre de nouvelles fouilles, la nature et l'étendue réelle des sites découverts demeurent ainsi inconnus. Il est vraisemblable qu'il existe plusieurs cités blanches dans la Mosquitia. D'autres sites archéologiques importants ont d'ailleurs été découverts dans la Mosquitia, comme Las Crucitas de Aner, mais les sites archéologiques dénommés T1 et T3 sont respectivement quatre et sept fois plus étendus que Las Crucitas de Aner.
D'après les archéologues de l'IHAH, les vestiges retrouvés n'appartiennent pas à la culture maya, ni même à une autre culture connue de l'Amérique précolombienne (pesh excepté), même si une influence maya peut éventuellement être décelée. En archéologie, cette culture inconnue n'a toujours pas de nom pour la désigner.